# Aeroportul O'Neal
Aeroportul O'Neal (IATA: OEA, ICAO: KOEA, FAA LID: OEA) este un aeroport din Comitatul Lawrence, Illinois, Illinois, Statele Unite ale Americii ce deservește zona Vincennes⁠(d).
Situat la o altitudine de 126 m, aeroportul dispune de o singură pistă.